# 9,3 × 74 мм R
9,3×74 мм R, — охотничий патрон, весьма распространённый в Европе и предназначенный в первую очередь для использования в штуцерах.

## История
9,3×74 мм — специальный штуцерный патрон, разработанный и пущенный в производство в Германии около 1900 года на основе появившегося на рубеже веков и отлично зарекомендовавшего себя калибра 9,3 мм. Применением в штуцерах вызвано наличие закраины (ранта) (обозначено буквой R в названии патрона) и очень длинная, «зализанная» форма гильзы — с практически не выраженным плечом. Патрон 9,3×74 мм — один из самых длинных охотничьих боеприпасов, превосходящий по длине патроны гораздо более крупного калибра. Благодаря такой форме гильзы была достигнута мягкая отдача при стрельбе (сгорание пороха происходит медленнее, чем в более коротких гильзах, соответственно, давление на начальной стадии выстрела получалось ниже), а также очень удобное и быстрое извлечение из патронника.
Патрон 9,3×74 мм быстро стал одним из наиболее популярных в Германии, а затем и во всей континентальной Европе. Он также пользовался немалым спросом в немецких колониях в Африке.

## Особенности и применение
Что касается баллистических данных, то патрон 9,3×74 мм — практически «близнец» другого известного немецкого патрона 9,3×62 мм; в обоих этих патронах используются одинаковые пули. Мощность его пули достаточна для охоты на любого крупного зверя Северного полушария. В европейских странах и в России он — один из наиболее популярных боеприпасов для охоты на лося, кабана и медведя. До сих пор, благодаря германскому влиянию, этот патрон хорошо известен в Намибии, где часто составляет серьёзную конкуренцию даже такому боеприпасу как .375 Н&Н Magnum. Несмотря на свою популярность в Старом свете, в США патрон 9,3×74 мм известен мало.
В прошлом он иногда использовался для охоты даже на «большую пятёрку», но такое применение ни в коем случае не может быть одобрено — мощность патрона для стрельбы по крупным толстокожим недостаточна. Тем не менее, его можно рекомендовать охотникам на льва или леопарда, хотя и в этом случае лучше брать оружие под более мощный патрон.
Явное преимущество патрона 9,3×74 мм — мягкая отдача, которая заметно слабее, чем у патрона 9,3×62 мм при столь же высокой мощности. Широкому распространению патрона препятствует форма его гильзы, которая ограничивает его использование в магазинном оружии. Однако под него выпускаются как штуцеры, так и карабины.